# Nové Dvory (Třebíč)
Nové Dvory (něm. Neuhöfen; vazba s předložkou na Nových Dvorech, na Nové Dvory) jsou část města Třebíče. Nachází se zde především bytové a rodinné domy, součástí je však i turisticky vyhledávaná čtvrť přezdívaná „Kočičina“. Je to jedna z největších a nejvíce obývaných částí Třebíče. Panelové domy byly stavěny v 70. letech kvůli jaderné elektrárny Dukovany. Také se zde nachází víceúčelová sportovní hala, tenisové kurty, fotbalová hřiště, krytý bazén, bowlingové haly, dětská hřiště, zdravotní středisko, nákupní střediska, skatepark, nízkoprahové centrum a Nový hřbitov. Své sídlo zde mají i některé základní školy a Střední průmyslová škola Třebíč. V části obce žije přibližně 12 tisíc obyvatel.

## Umístění
Jižní hranici Nových Dvorů tvoří směrem od západu řeka Jihlava, která odděluje Nové Dvory od Jejkova, a ulice Křížová, Modřínová a Novodvorská, které je oddělují od Nového Města. Na východě jsou ohraničeny ulicí Rafaelovou, která je odděluje od Sídliště na Kopcích, které je součástí Nového Města. Ulice Míčova a Manželů Curieových tvoří na severu hranici s Týnem, od nějž jsou Nové Dvory na západě odděleny Týnským údolím. V jižní části Týnského údolí sousedí ještě s Podklášteřím a Zámostím.

## Historie
Nové Dvory existovaly již ve středověku. Tehdy se doopravdy jednalo o seskupení několika dvorů ležících za tehdejším městem Třebíč (v oblasti Novodvorské ulice), od nějž byly odděleny brankou v oblasti dnešní ulice Branka. Nejstarší částí dnešních Nových Dvorů je zástavba na Cyrilometodějské a přilehlé „Kočičiny“, tj. oblasti tvořené převážně Zdislavinou a Cyrilovou ulicí.
Většina části byla ale vystavěna v 70. letech kvůli stavbě jaderné elektrárny Dukovany, nyní se v severní a východní části budují nové rodinné a bytové domy.
Za bývalou prodejnou společnosti Mountfield v roce 2017 byla spolkem Chaloupky založena komunitní zahrada a upraven prostor mezi bývalou prodejnou a řekou Jihlavou.
V roce 2019 bylo oznámeno, že na Modřínové ulici by město v roce 2020 chtělo začít výstavbu sociálních a startovacích bytů. V roce 2020 by měla vzniknout studie zastřešení parkovací plochy a druhého parkovacího patra naproti OC Kaufland na Brněnské ulici (které však již leží v Novém Městě), měl by tak být navýšen počet parkovacích míst v Novodvorské ulici.
| Rok            | 1869 | 1880 | 1890 | 1900 | 1910 | 1921 | 1930 | 1950 | 1961 | 1970 | 1980 | 1991  | 2001  |
| -------------- | ---- | ---- | ---- | ---- | ---- | ---- | ---- | ---- | ---- | ---- | ---- | ----- | ----- |
| Počet obyvatel | 982  | 1230 | 1330 | 1583 | 1562 | 1616 | 1795 | .    | .    | .    | 7929 | 16700 | 16657 |

## Galerie

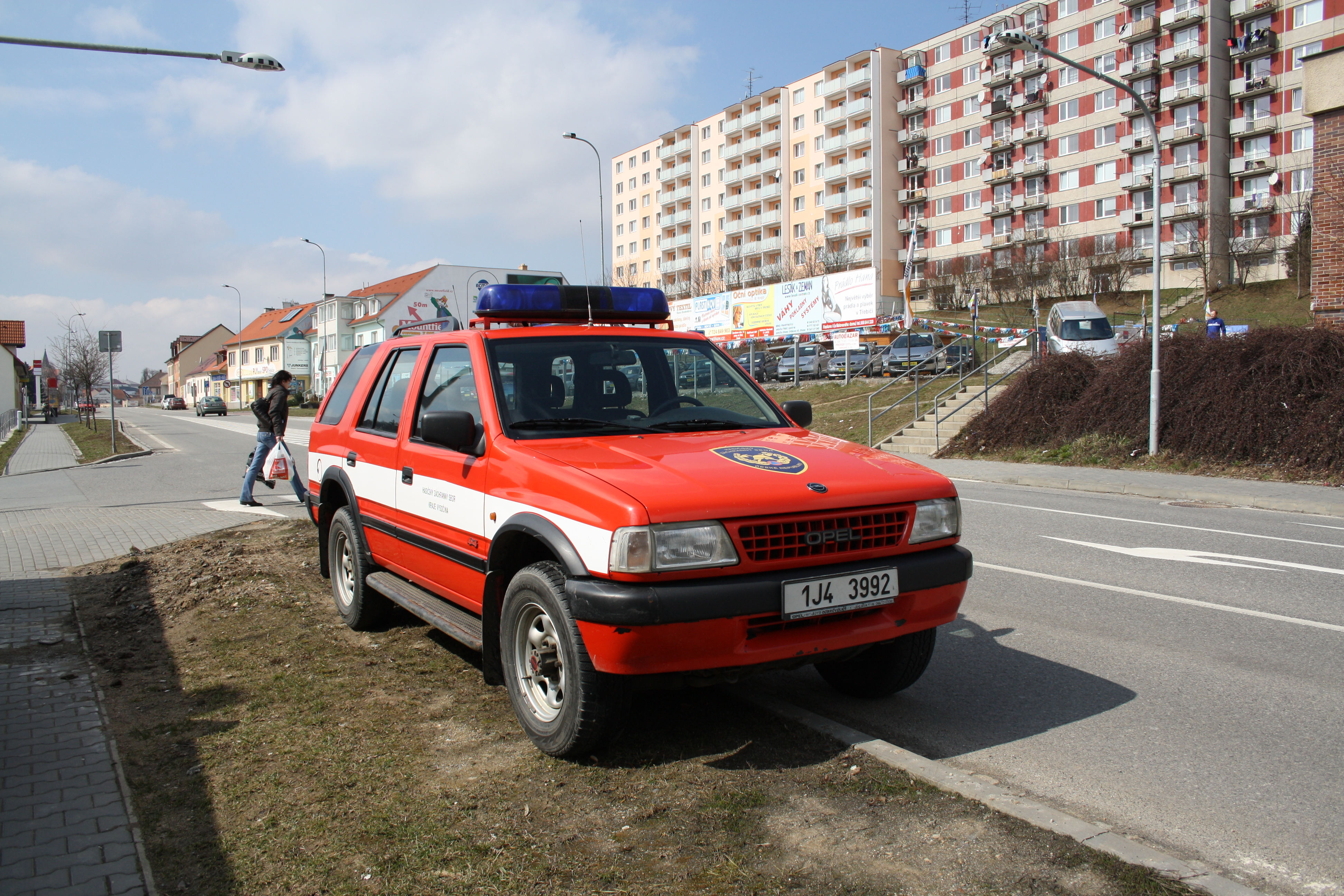
Panelové domy na Nových Dvorech z pohledu z Nového Města, na pozadí autobazar, kde stávalo sedm dvorců.
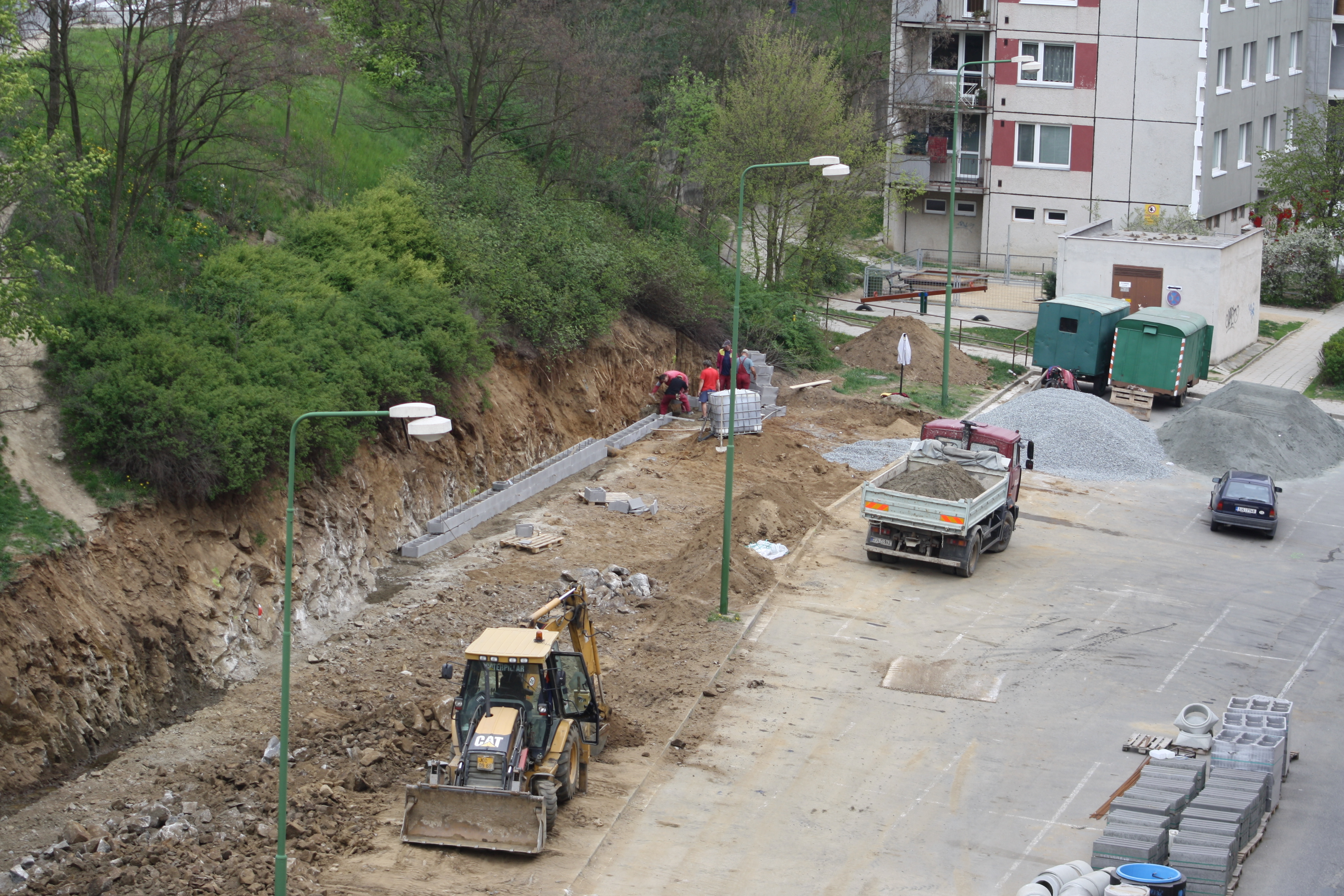
Stavba parkoviště u panelových domů
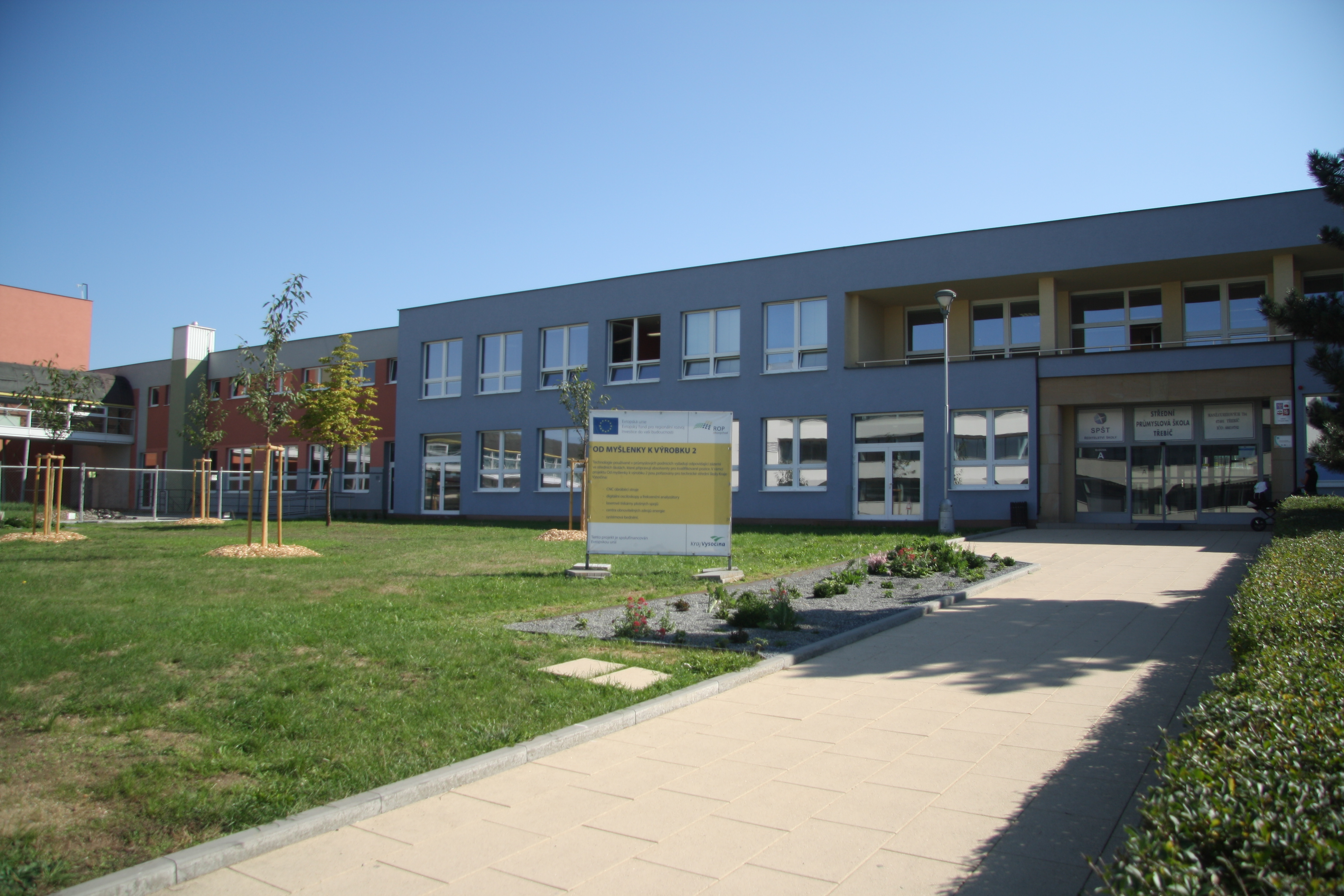
Střední průmyslová škola Třebíč
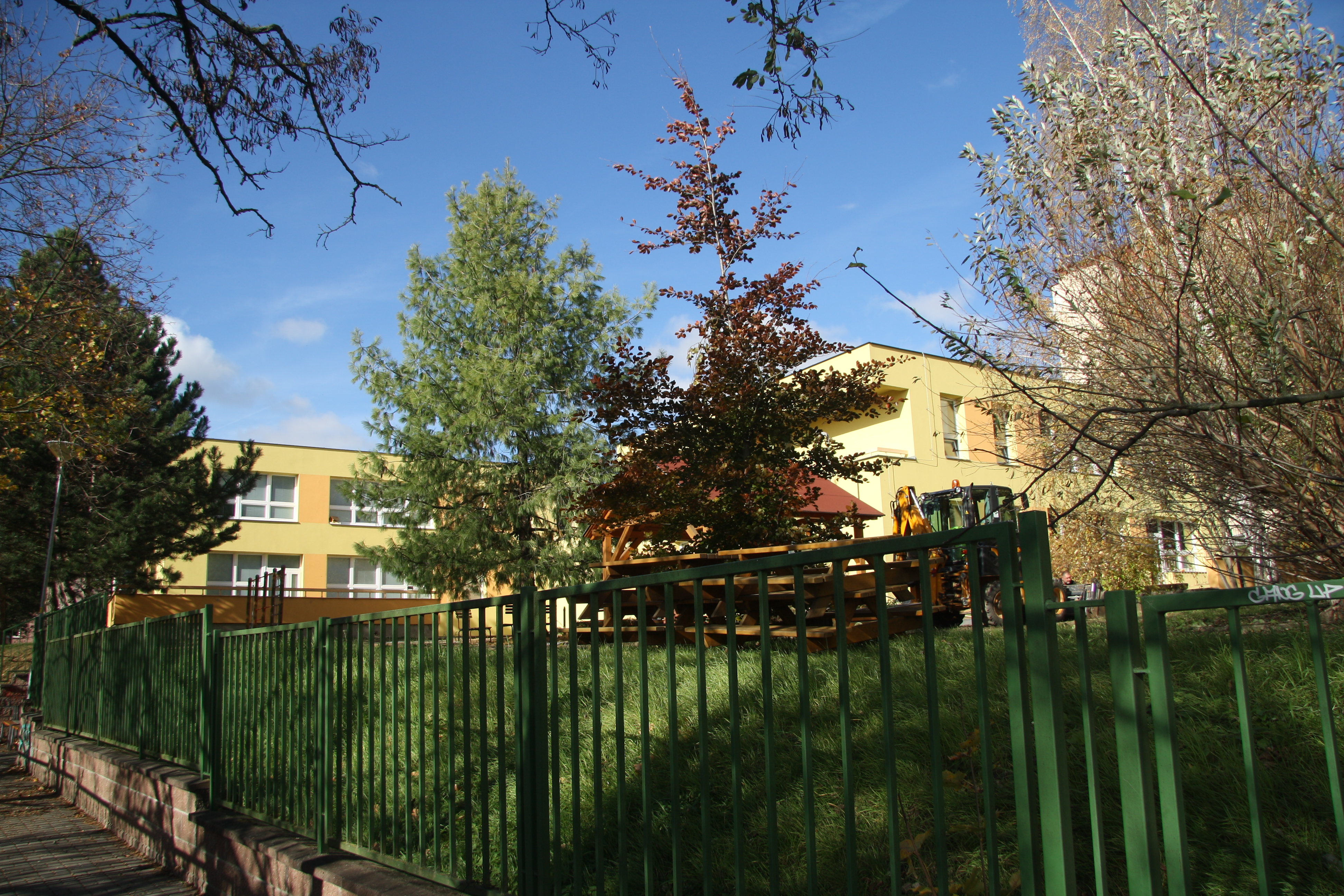
Mateřská škola DUHA Třebíč
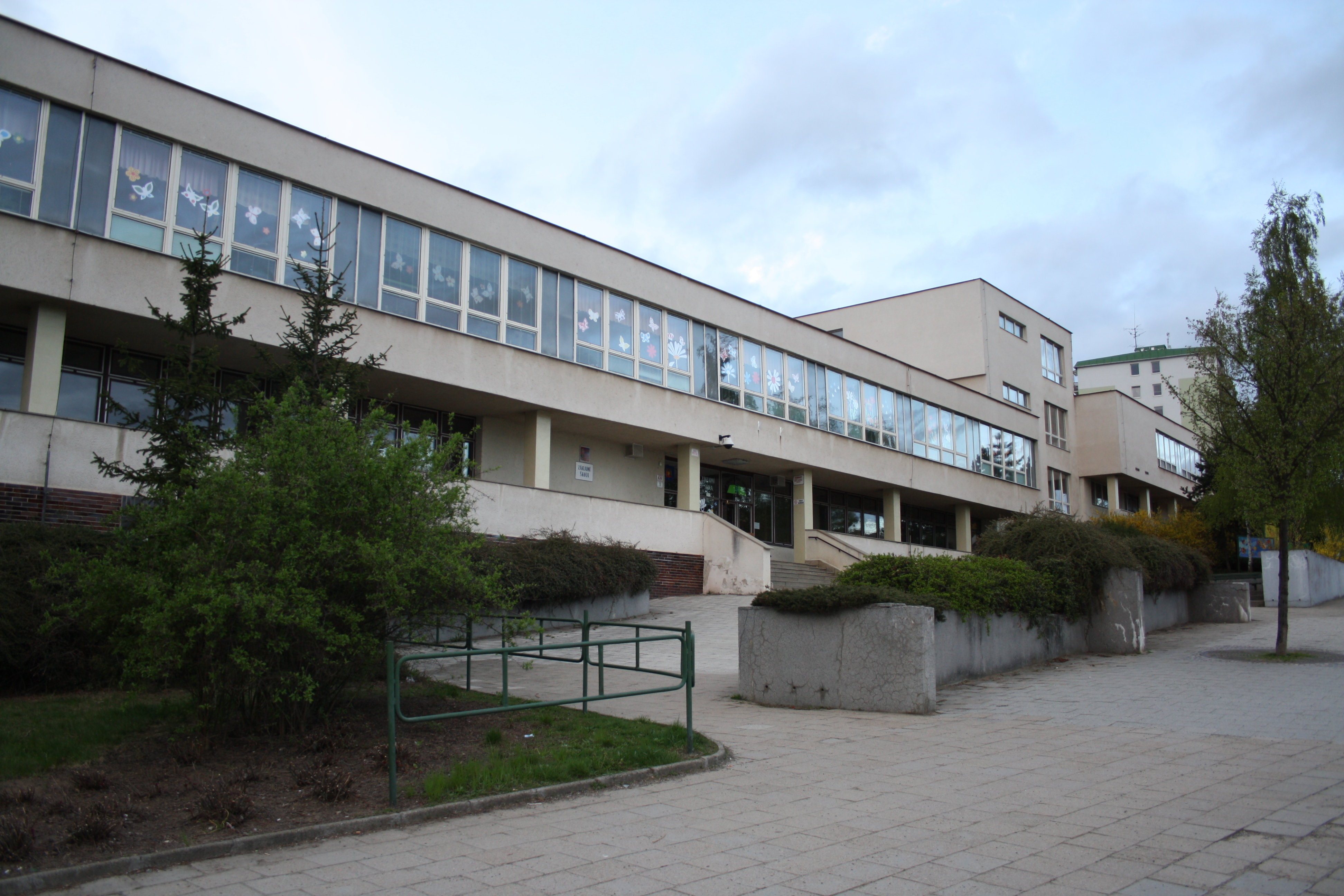
ZŠ Kapitána Jaroše
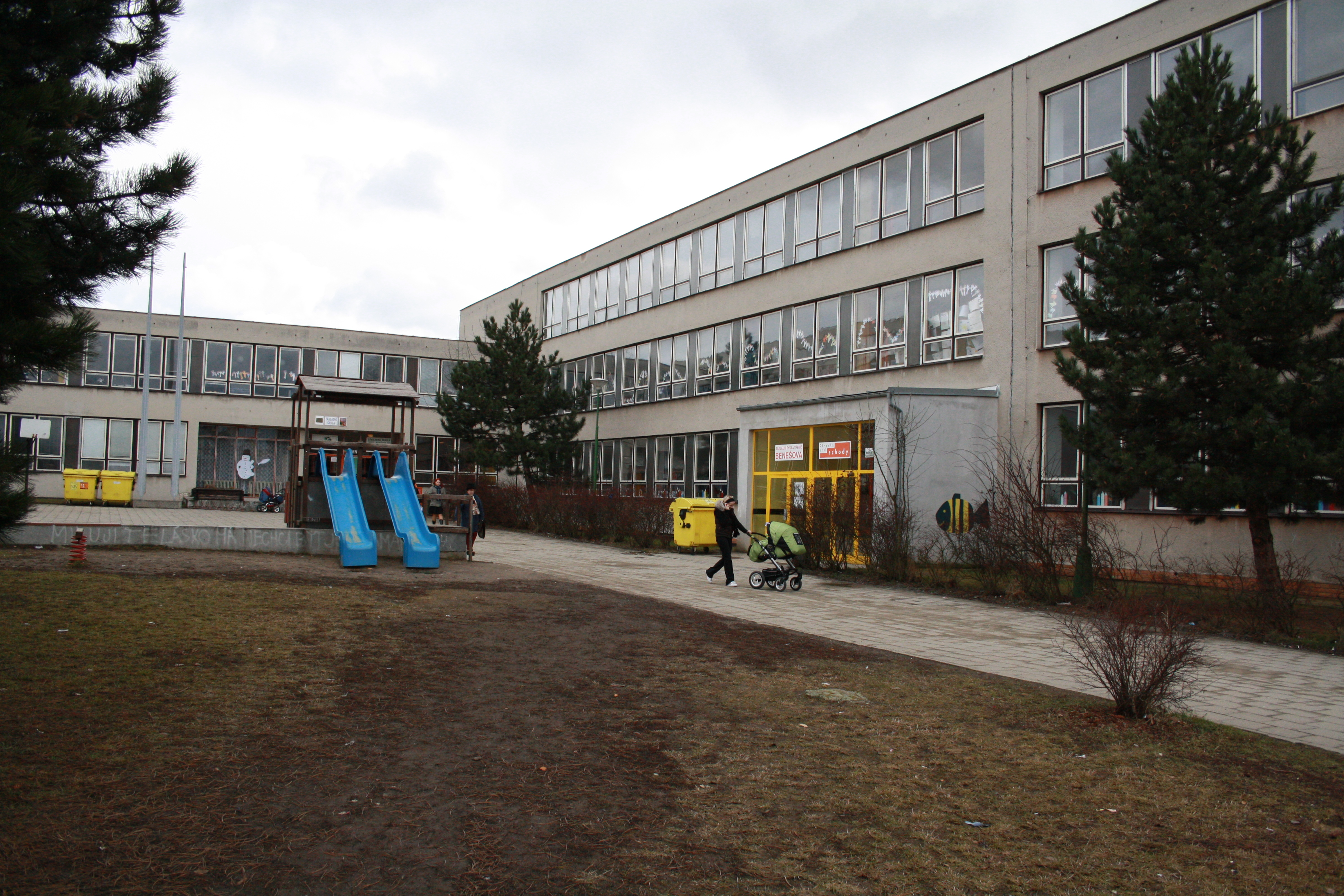
ZŠ Benešova